# فرودگاه ترستنیک
فرودگاه ترستنیک (به انگلیسی: Trstenik Airport) یک فرودگاه همگانی با کد یاتا TRE است که یک باند فرود بتن و چمن دارد و طول باند آن ۱۹۰۰ متر است. این فرودگاه در کشور صربستان قرار دارد و در ارتفاع ۱۶۰ متری از سطح دریا واقع شده است.